# Harry Turtledove
Harry Norman Turtledove, född 14 juni 1949 i Los Angeles, Kalifornien, är en amerikansk historiker och författare. Han är mest känd för sin fantasy, science fiction och alternativhistoria. I sina böcker har han bland annat skildrat en värld där axelmakterna vunnit andra världskriget.